# John Kirwan
John James Patrick Kirwan (* 16. prosince 1964, Auckland) je bývalý novozélandský ragbista, který hrál na křídle. V roce 2014 byl jmenován do Světové ragbyové síně slávy.
Na MS 1987 se stal mistrem světa a položil na turnaji společně se spoluhráčem Craigem Greenem nejvíce pětek (6). Na MS 1991 skončil s novozélandskou reprezentací na 3. místě. Za reprezentaci si připsal 63 zápasů a 35 pětek (1984 - 1994).
Mezi jeho největší klubové úspěchy patří 8 titulů s Aucklandem v novozélandské lize (1984, 1985, 1987–1990, 1993, 1994) a italský titul s Benneton Treviso v roce 1989. Po konci kariéry se dal na trenérskou dráhu. Například trénoval 4 roky Itálii a potom i Japonsko.
V roce 1989 dostal Řád britského impéria za ragby. V roce 2012 se stal rytířem Novozélandského řádu za zásluhy kvůli podpoře duševního zdraví.

## Klubová kariéra[5]
- 1983 – 1994 Auckland
- 1983 – 1994 Marist
- 1985 – 1989 Treviso
- 1989 – 1990 Thiene
- 1997 – 1999 Green Rockets Tokatsu

(V roce 1995 a 1996 hrál třináctkové ragby za Auckland Warriors.)